# Ruth Hall
Ruth Hall, nata Ruth Gloria Ibáñez (Jacksonville, 29 dicembre 1910 – Glendale, 9 ottobre 2003), è stata un'attrice statunitense.

## Biografia
Suo padre, Walter Ibáñez, era uno spagnolo imparentato con il famoso scrittore Vicente Blasco Ibáñez; la madre era della Florida. I suoi genitori divorziarono nel 1911 e Ruth visse con la madre a Tampa, dove nel 1930 ebbe l'occasione di partecipare come comparsa nel film Il porto dell'inferno, girato proprio a Tampa. Ottenuto un contratto con la Paramount, si trasferì con la madre a Los Angeles.
Nel 1931 apparve con i fratelli Marx in Monkey Business e in Local Boy Makes Good di Mervyn LeRoy, che la diresse nel 1932 anche in The Heart of New York. In quell'anno prese parte, dopo la fine del suo contratto con la Paramount, a Il re dell'arena, con il comico Eddie Cantor nella parte di un torero, e fu scelta tra le quindici WAMPAS Baby Stars dell'anno.
Partecipò anche a un buon numero di film western con Tom Mix, John Wayne e Ken Maynard. Nel 1933 sposò Lee Garmes, il direttore della fotografia che aveva vinto l'anno prima il premio Oscar per la fotografia con Shanghai Express, ed ebbe due figlie. Con il matrimonio, diradò le sue partecipazioni e seguì il marito prima a New York e poi in Inghilterra. Nel 1940 la coppia tornò in California. 
Ruth Hall partecipò ancora come comparsa a una decina di film. Morì a 92 anni di cancro e i suoi resti furono cremati e dispersi nell'oceano.

## Riconoscimenti
- WAMPAS Baby Star nel 1932

## Filmografia parziale
- Il porto dell'inferno (1930)
- Monkey Business (1931)

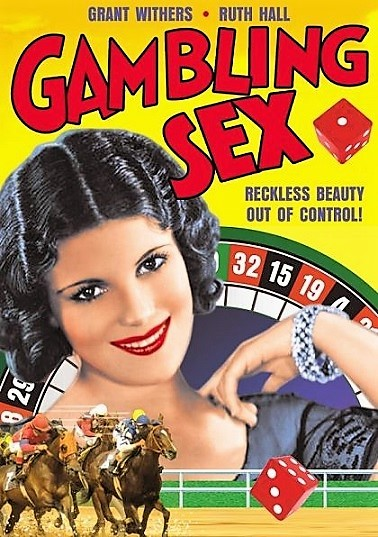
Poster del film Gambling Sex

- A Fool's Advice, regia di Ralph Ceder (1932)
- The Heart of New York (1932)
- Ride Him, Cowboy (1932)
- Il re dell'arena (1932)
- Gambling Sex (1932)
- Pistole fiammeggianti (1932)
- Sfidando la vita (1933)
- The Man from Monterey (1933)
- Strawberry Roan (1933)
- Eroi senza patria (1933)
- Badge of Honor (1934)
- The Old Grey Mayor (1935)

## Fonti
- Scott Wilson, Resting Places: The Burial Sites of More Than 14,000 Famous Persons, McFarland & Company, Jefferson, 2016, p. 309
- Howard Mutti-Mewse, Ruth Hall, actress, The Independent, 20 October 2003